# Parafia św. Wojciecha w Providence
Parafia św. Wojciecha w Providence (ang. St. Adalbert Parish) – parafia rzymskokatolicka  położona w Providence, Rhode Island, Stany Zjednoczone.
Jest ona jedną z wielu etnicznych, polonijnych parafii rzymskokatolickich w Nowej Anglii.
Ustanowiona w 1902 roku. Parafia została dedykowana św. Wojciechowi.